# Faróis de Portugal

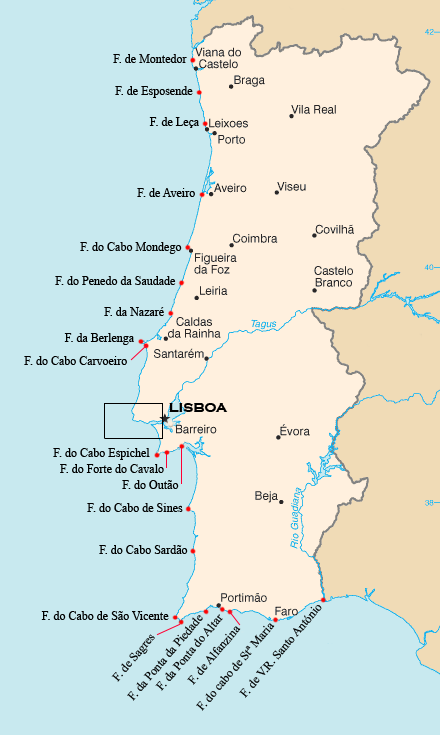
Localização dos principais faróis.

Os faróis desempenharam desde sempre um papel relevante na história marítima de Portugal. Os navegadores portugueses estiveram na origem e lideraram a Era dos Descobrimentos, com navios portugueses a navegar para diversas regiões do mundo por mais de seis séculos. Nesse contexto, o desenvolvimento de faróis ao longo de toda a costa portuguesa foi um processo natural, sendo que muitos desses equipamentos são atualmente considerados monumentos nacionais de elevado valor histórico e cultural.

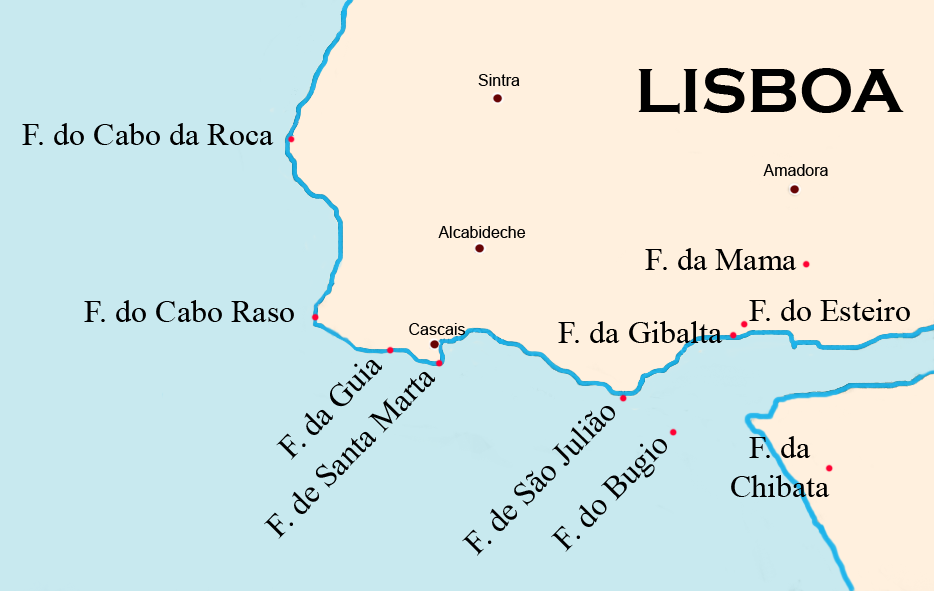
Localização dos faróis da região de Lisboa.

Desde 1892 que a responsabilidade pela manutenção da rede de faróis ao longo da costa portuguesa está atribuída à Marinha Portuguesa.
A Direção de Faróis (DF) foi criada em 1924 e integra a Direção-Geral da Autoridade Marítima (DGAM). Compete-lhe a direção técnica dos sistemas de auxílio à navegação, incluindo a coordenação do estudo, instalação, manutenção e eventual desativação destes sistemas em território nacional.

## Património de ajudas à navegação
- 50 faróis
- 338 farolins
- 148 boias
- 26 balizas
- 35 sinais sonoros
- 56 enfiamentos
- 4 estações DGPS (Differential Global Positioning System)[1]

Direcção de Faroís, Paço de Arcos - Estação de Controlo
- Farol do Cabo Carvoeiro, Peniche, inaugurada a 9 de Dezembro de 2002
- Farol de Sagres, inaugurada a 9 de Dezembro de 2002
- Porto Santo, Madeira, operacional desde 13 de Outubro de 2005
- Horta, Açores, operacional desde 13 de Outubro de 2005

## Leituras adicionais
- Portugal. Ministério da Marinha. Direcção de Faróis (2005). Faróis de Portugal 2ª ed. Lisboa: Ciência Viva. 110 páginas. ISBN 9729780595
- Portugal. Instituto Hidrográfico (2005). Ajudas à navegação. lista de luzes, bóias, balizas e sinais de nevoeiro. I 7ª ed. Lisboa: I.H. 154 páginas. ISBN 9728486235